# 안세하
안세하(1986년 1월 29일 ~ )는 대한민국의 배우이다.

## 학력
- 마산공업고등학교
- 경남대학교 경영학 학사

## 출연작

### 드라마
- 2013년 tvN 목요 미니시리즈 《우와한 녀》 ... 조 상병 역
- 2013년 MBC 수목 미니시리즈 《투윅스》 ... 고만석 역
- 2013년 KBS2 월화 미니시리즈 《미래의 선택》 ... 이재수 역
- 2014년 SBS 월화 미니시리즈 《신의 선물 - 14일》 ... 나호국 역
- 2014년 SBS 드라마 스페셜 《너희들은 포위됐다》 ... 이현구 역 (특별출연)
- 2014년 SBS 월화 미니시리즈 《유혹》 ... 박한수 역
- 2014년 SBS 드라마 스페셜 《내겐 너무 사랑스러운 그녀》 ... 흥신소 직원 역 (특별출연)
- 2014년 SBS 2부작 일요 단막극 《엄마의 선택》 ... 도박꾼 1 역
- 2015년 KBS2 금토 미니시리즈 《프로듀사》 ... 매니저 역
- 2015년 JTBC 금토 미니시리즈 《라스트》 ... 공영칠 역
- 2015년 SBS 드라마 스페셜 《용팔이》 ... 현만식 역
- 2015년 MBC 수목 미니시리즈 《그녀는 예뻤다》 ... 김풍호 역
- 2015년 MBN 5부작 수요 미니시리즈 《고품격 짝사랑》
- 2016년 OCN 일요 미니시리즈 《뱀파이어 탐정》 ... 박 형사 역
- 2016년 MBC 수목 미니시리즈 《W》 ... 김풍호 역 (특별출연)
- 2016년 KBS2 월화 미니시리즈 《구르미 그린 달빛》 ... 정덕호 역
- 2017년 KBS2 수목 미니시리즈 《추리의 여왕》 ... (특별출연) 역
- 2017년 MBC 월화 특별기획 드라마 《왕은 사랑한다》 ... 개원 역
- 2017년 MBC 월화 미니시리즈 《20세기 소년소녀》 ... 정우성 역
- 2017년 MBC 수목 미니시리즈 《로봇이 아니야》 ... 군의관 역 (특별출연)
- 2018년 OCN 주말 미니시리즈 《보이스 2》 ... 곽독기 역
- 2018년 iHQ drama 수목 미니시리즈 《마성의 기쁨》 ... 명석환 역 (특별출연)
- 2018년 tvN 월화 미니시리즈 《백일의 낭군님》 ... 허만식 역 (특별출연)
- 2019년 MBC 수목 미니시리즈 《봄이 오나 봄》 ... 허봄삼 역
- 2019년 SBS 드라마 스페셜 《빅이슈》 ... 홍태우 역
- 2019년 tvN 월화 미니시리즈 《어비스》 ... 부활 전 차민 역 (특별출연)
- 2019년 OCN 주말 미니시리즈 《보이스 3》 ... 곽독기 역
- 2019년 TV조선 주말 미니시리즈 《간택 - 여인들의 전쟁》 ... 황 내관 역
- 2020년 MBC 금요 특별기획 드라마 《시네마틱드라마 'SF8' - 증강 콩깍지》 ... 구성태 역
- 2020년 KBS2 월화 미니시리즈 《좀비탐정》 ... 이태균 역
- 2020년 KBS2 월화 미니시리즈 《암행어사: 조선비밀수사단》 ... 김 내관 역 (특별출연)
- 2020년 JTBC 화요 미니시리즈 《라이브온》 ... 서연고 문학 교사 역 (특별출연)
- 2020년 JTBC 월화 미니시리즈 《선배 그 립스틱 바르지 마요》 ... 권성연 역
- 2020년 KBS2 수목 미니시리즈 《달리와 감자탕》 ... 한병세 역
- 2020년 JTBC 월화 미니시리즈 《아이돌: 더 쿠데타》 ... 윤세열 역
- 2023년 tvN 수목 미니시리즈 《성스러운 아이돌》 ... 종우 역
- 2023년 JTBC 주말 미니시리즈 《킹더랜드》 ... 노상식 역

### 영화
| 연도 | 제목                  | 역할          | 비고     |
| ---- | --------------------- | ------------- | -------- |
| 2013 | 소원                  | 코코몽 알바 1 |          |
| 2013 | 밤의 여왕             | 병장          |          |
| 2015 | 막걸스                | 대구          |          |
| 2015 | 어떤살인              | 노창배        |          |
| 2015 | 굿나잇 미스터 리      |               |          |
| 2016 | 엘 꼰도르 빠사        | 상근          |          |
| 2016 | 당신, 거기 있어줄래요 | 젊은 강태호   |          |
| 2017 | 원라인                | 천주환 형사   |          |
| 2017 | 꾼                    | 김 과장       |          |
| 2018 | 허스토리              | 택시운전사 3  | 특별출연 |
| 2019 | 언니                  | 대부업체직원  | 우정출연 |
| 2019 | 크게 될 놈            | 집배원        | 특별출연 |
| 2021 | 새해전야              | 백 경장       |          |

### 연극
- 《국화꽃향기》 (2013년)
- 《보고싶습니다》 (2011년) - 헐랭이 역
- 《뉴보잉보잉 1탄》 (2011년) - 순성 역

### 예능
- 2016년 MBC 《미스터리 음악쇼 복면가왕》 - 엄마찾는 철이
- 2016년 SBS 《정글의 법칙 in 파나마》
- 2016년 KBS 《해피투게더》

### 뮤지컬
- 《두근두근》 (2012년) - 멀티맨 역
- 《올 슉업》 (2014년~2015년) - 데니스 역

## 수상 및 후보
| 연도 | 시상식                      | 부문                              | 작품            | 결과 |
| ---- | --------------------------- | --------------------------------- | --------------- | ---- |
| 2015 | MBC 연기대상                | 미니시리즈부문 베스트 남자 조연상 | 그녀는 예뻤다   | 후보 |
| 2017 | MBC 연기대상                | 월화극부문 남자 황금연기상        | 20세기 소년소녀 | 후보 |
| 2023 | 제14회 코리아 드라마 어워즈 | 남자 조연상                       | 킹더랜드        | 수상 |